# 1296 Andrée
1296 Andrée è un asteroide della fascia principale del diametro medio di circa 25,25 km. Scoperto nel 1933, presenta un'orbita caratterizzata da un semiasse maggiore pari a 2,4188993 UA e da un'eccentricità di 0,1416249, inclinata di 4,10674° rispetto all'eclittica.
Il suo nome è dedicato ad una nipote dello scopritore.